# Uniwersytet Cornella

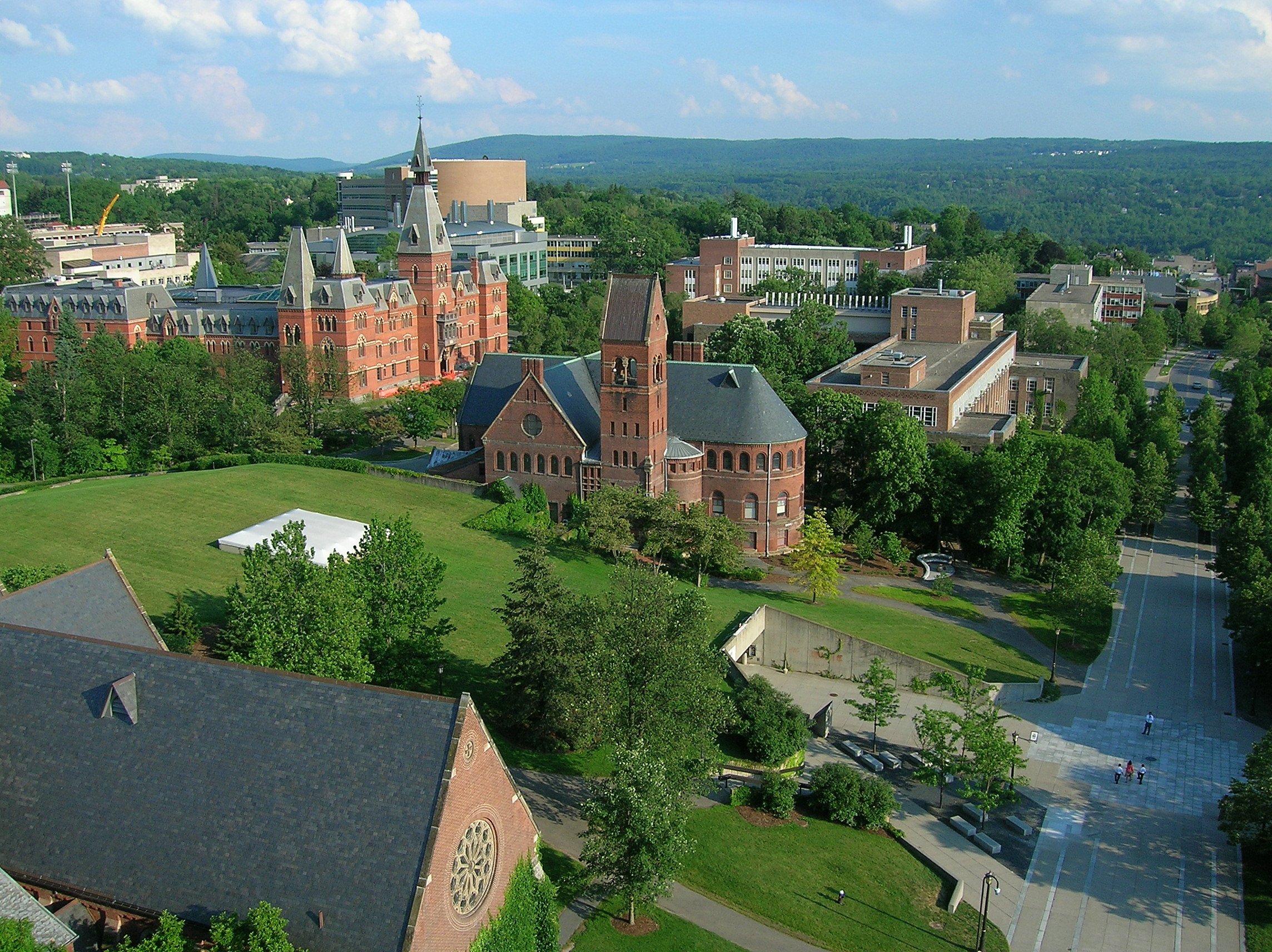
Widok na kampus z McGraw Tower

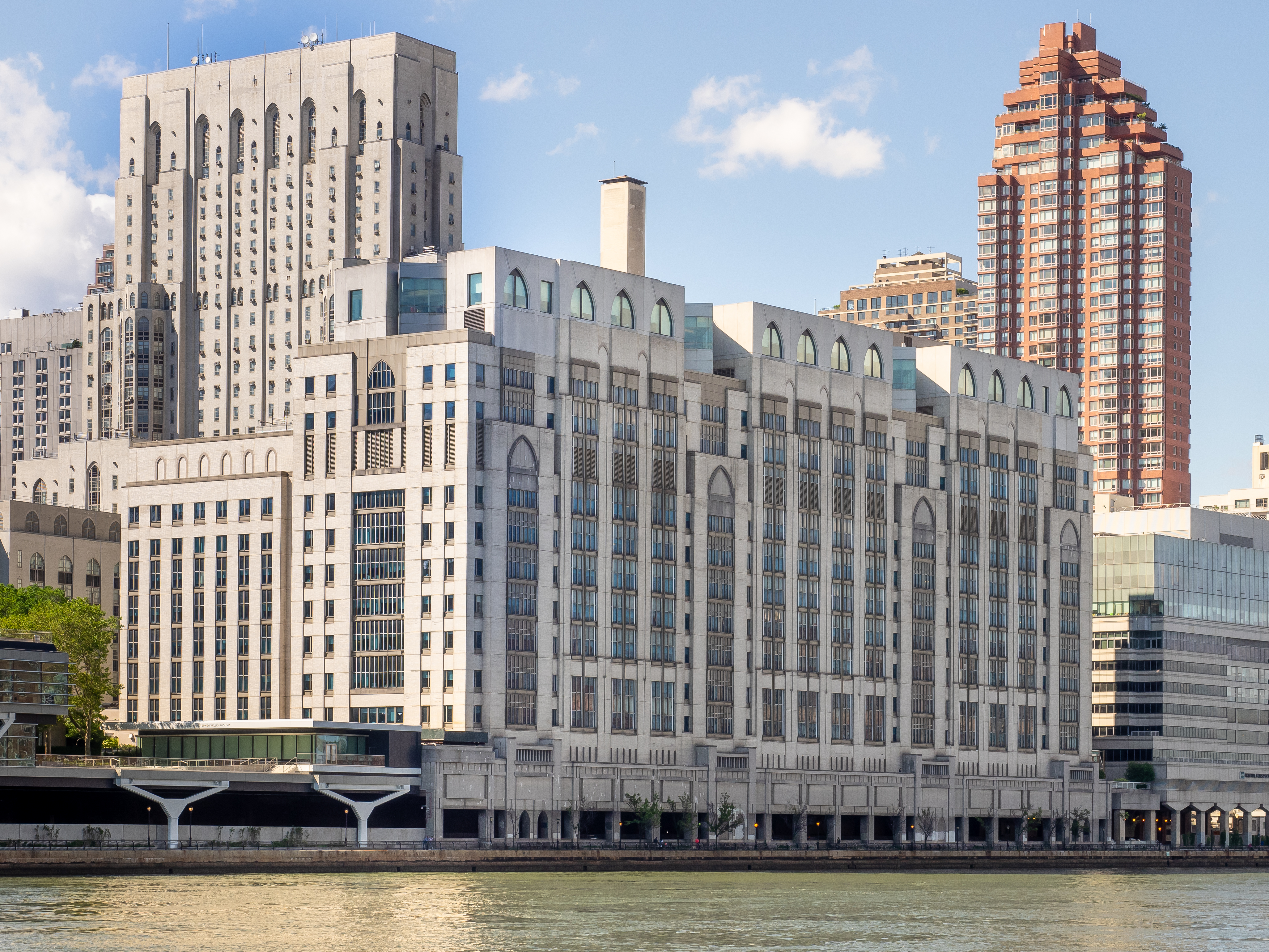
Weill Cornell Medical Center – kampus medyczny w Nowym Jorku

Uniwersytet Cornella (ang. Cornell University, łac. Universitas Cornelliana) – jeden z najbardziej prestiżowych uniwersytetów amerykańskich, należący do Ligi Bluszczowej. Uczelnia została założona w 1865 roku przez Ezrę Cornella (biznesmena i pioniera telegrafii) oraz Andrew Dicksona White’a (naukowca).
Główny kampus uczelni znajduje się w niewielkim mieście Ithaca w stanie Nowy Jork (gdzie mieści się większość wydziałów, w tym renomowany Industrial and Labor Relations). Uczelnia posiada także kampus medyczny, zorganizowany w Nowym Jorku.
Uniwersytet ma 14 wydziałów, 12 centrów uniwersyteckich i ponad 20 tysięcy studentów, z czego około dwie trzecie to studenci studiów licencjackich (undergraduates). Jako jedyna uczelnia z Ligi Bluszczowej jest częściowo finansowana przez władze stanowe (wsparcie otrzymują trzy wydziały licencjackie i jeden wydział magisterski – mają one status publiczny).
W 2022 roku Uniwersytet Cornella został sklasyfikowany jako 12. najlepsza uczelnia na świecie według Akademickiego Rankingu Uniwersytetów Świata (rankingu szanghajskiego).

## Laureaci Nagrody Nobla (pracownicy naukowi)[6]
- 1936: Peter Debye – Nagroda Nobla z chemii
- 1944: Otto Hahn – Nagroda Nobla z chemii
- 1946: James Sumner – Nagroda Nobla z chemii
- 1955: Vincent du Vigneaud – Nagroda Nobla z chemii
- 1965: Richard Feynman – Nagroda Nobla z fizyki
- 1967: Hans Bethe – Nagroda Nobla z fizyki
- 1968: Robert W. Holley – Nagroda Nobla z fizjologii i medycyny
- 1974: Paul Flory – Nagroda Nobla z chemii
- 1981: Roald Hoffmann – Nagroda Nobla z chemii
- 1982: Kenneth G. Wilson – Nagroda Nobla z fizyki
- 1983: Barbara McClintock – Nagroda z fizjologii i medycyny
- 1996: David M. Lee – Nagroda Nobla z fizyki
- 1996: Robert C. Richardson – Nagroda Nobla z fizyki

## Laureaci Nagrody Nobla (absolwenci)[6]
- 1938: Pearl S. Buck – Literacka Nagroda Nobla (magister ’25)
- 1944: Isidor Isaac Rabi – Nagroda Nobla z fizyki (bakałarz ’19)
- 1946: John Mott – Pokojowa Nagroda Nobla (bakałarz 1888)
- 1958: George Beadle – Nagroda Nobla z fizjologii i medycyny (doktor ’31)
- 1968: Robert W. Holley – Nagroda Nobla z fizjologii i medycyny (doktor ’47)
- 1979: Sheldon Lee Glashow – Nagroda Nobla z fizyki (bakałarz ’54)
- 1979: Steven Weinberg – Nagroda Nobla z fizyki (bakałarz ’54)
- 1983: Barbara McClintock – Nagroda Nobla z fizjologii i medycyny (bakałarz ’23, magister ’25, doktor ’27)
- 1993: Robert Fogel – Nagroda Nobla z ekonomii (bakałarz ’48)
- 1993: Toni Morrison – Literacka Nagroda Nobla (magister ’55)
- 1996: Douglas D. Osheroff – Nagroda Nobla z fizyki (doktor ’73)
- 2003: Robert Engle – Nagroda Nobla z ekonomii (magister ’66, doktor ’69)
- 2009: Jack Szostak – Nagroda Nobla z fizjologii i medycyny (doktor ’77)
- 2014: Eric Betzig – Nagroda Nobla z chemii (magister '85, doktor ’88)
- 2014: William Moerner – Nagroda Nobla z chemii (magister '78, doktor ’82)
- 2016: David J. Thouless – Nagroda Nobla z fizyki (doktor '58)